# Rech
Rech is een plaats in de Duitse deelstaat Rijnland-Palts, en maakt deel uit van de Landkreis Ahrweiler.
Rech telt 553 inwoners.

## Bestuur
De plaats is een Ortsgemeinde en maakt deel uit van de Verbandsgemeinde Altenahr.